# Alexander Kunze
Alexander Kunze (* 12. Januar 1971 in Marienberg) ist ein ehemaliger deutscher Fußballspieler.

## Karriere
Kunze spielte bis zu seinem 18. Lebensjahr bei FSV Krumhermersdorf und wechselte 1989 zu TSV IFA Chemnitz. Beim TSV IFA Chemnitz spielte Kunze bis 1992, bevor er dann zu seinem ersten Profiverein, dem Chemnitzer FC, wechselte. Beim Chemnitzer FC absolvierte Kunze in 3 Jahren 22 Zweitliga- und 3 DFB-Pokalspiele. 1996 wechselte Kunze zu Drittligist VFC Plauen, den er nach 4 Jahren in Richtung SV Babelsberg 03 verließ. Mit Babelsberg stieg er in seiner ersten Saison in die 2. Fußball-Bundesliga auf, nach dem direkten Abstieg 2002 wechselte Kunze zu Eintracht Braunschweig. Mit Zweitligaaufsteiger Braunschweig stieg Kunze in seiner ersten Saison erneut ab. Nach zwei Saisons in der Regionalliga Nord schaffte Kunze mit Braunschweig die Rückkehr in die 2. Liga. Nach der ersten Zweitligasaison, die die Eintracht auf Platz 12 beendete, stieg Braunschweig in der Saison 2006/07 wieder ab. Im Sommer 2007 beendete Kunze nach 69 Zweitliga-, 151 Regionalliga- und 8 DFB-Pokalpartien seine aktive Karriere.
Im Sommer 2009 kehrte Kunze als Torwarttrainer zu Eintracht Braunschweig zurück. Bei der Eintracht konnte er als Torwarttrainer den Aufstieg in die 2. Liga 2011 und den Aufstieg in die 1. Liga 2013 feiern, erlebte aber auch den direkten Abstieg aus der Bundesliga 2014 mit. Von Januar 2019 bis Sommer 2021 war Kunze Torwarttrainer beim FC Ingolstadt 04.